# Bohinj
Bohinj je dolina u Sloveniji koja se nalazi u ledenjakom preoblikovanoj kotlini u triglavskom gorskom kraju na visini od 500 do 600 m nadmorske visine uz gornji tok Save Bohinjke.
Ono je najveće stalno prirodno jezero u Sloveniji te je mjesto s dugom turističkom tradicijom.